# Haslach im Kinzigtal
Haslach im Kinzigtal (Alemann nyelvjárás szerint: Haasle) egy kisváros Németországban, azon belül Baden-Württembergben. Lakosainak száma 7241 fő (2023. december 31.).Haslach Offenburgtól mintegy 27 kilométerre délkeletre, Freiburg im Breisgaustól 38 kilométerre északkeletre található.Az 1973-as feloszlásáig a város a Wolfach járás legnagyobb települése volt, és ma az Ortenau járás része.A középkorban a Kinzig-völgy mezővárosának fontos szerepe volt a régió ezüstbányászatában.Már 1278-ban városi jogokat kapott a település.Haslach egy több mint 16 000 lakosú közigazgatási közösség központja, amely magában foglalja Fischerbachot, Hofstettent, Mühlenbachot és Steinachot is. 

## Földrajz

### Földrajzi elhelyezkedés

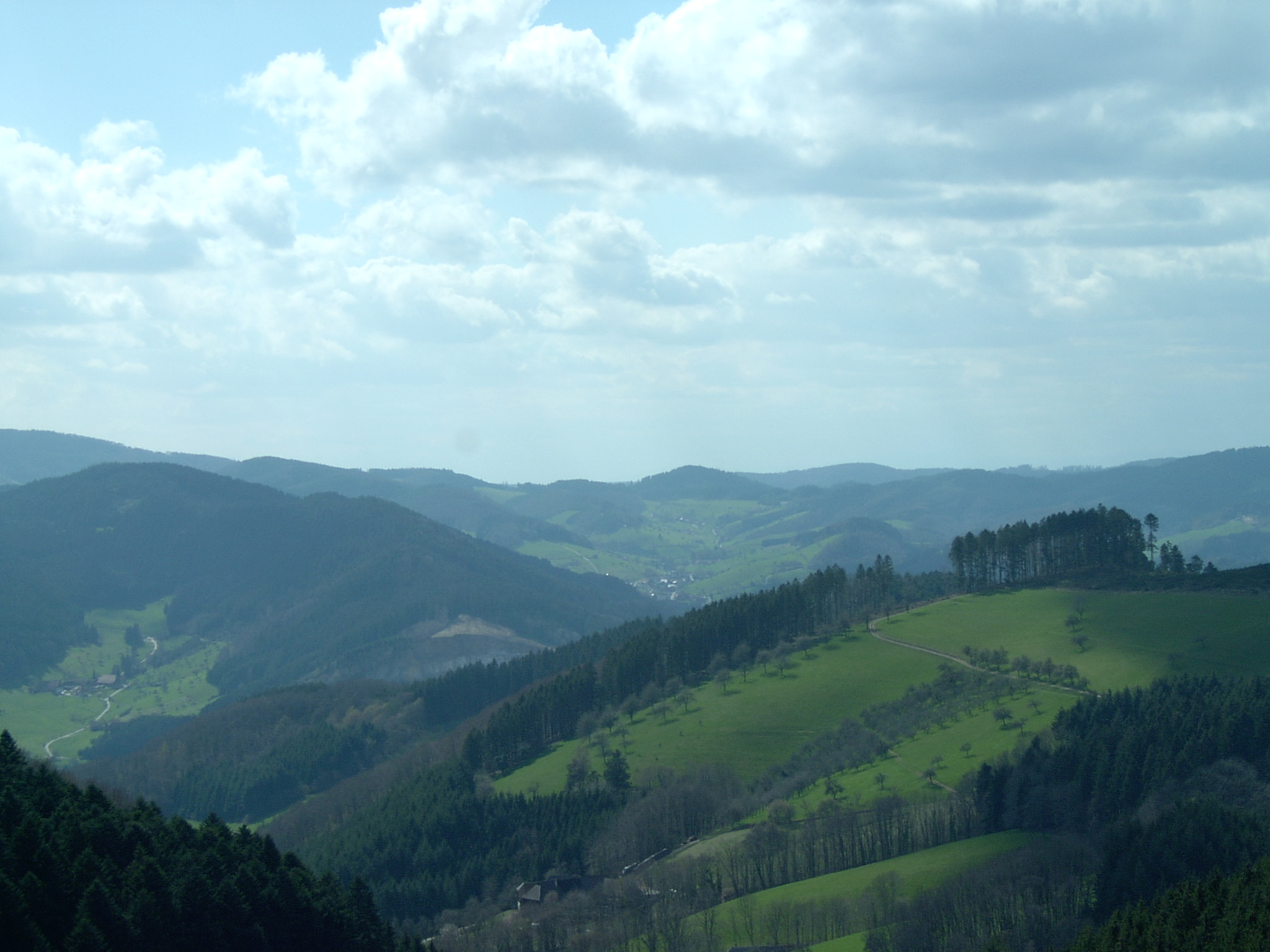
A Fekete-erdő Haslach-nál

A Haslach a Kinzig folyó mellett fekszik, a 33-as és 294-es szövetségi út és a Schwarzwaldbahn halad át a településen. A környékén található nagyobb városok: Offenburg, Villingen-Schwenningen, Freiburg im Breisgau, valamint a franciaországi Strasbourg városa.

### Szomszédos települések
A város északon Zell am Harmersbach városával, keleten Fischerbach és Hausach, délen Mühlenbach és Hofstetten, nyugaton pedig Steinach települések határolják.

## Története

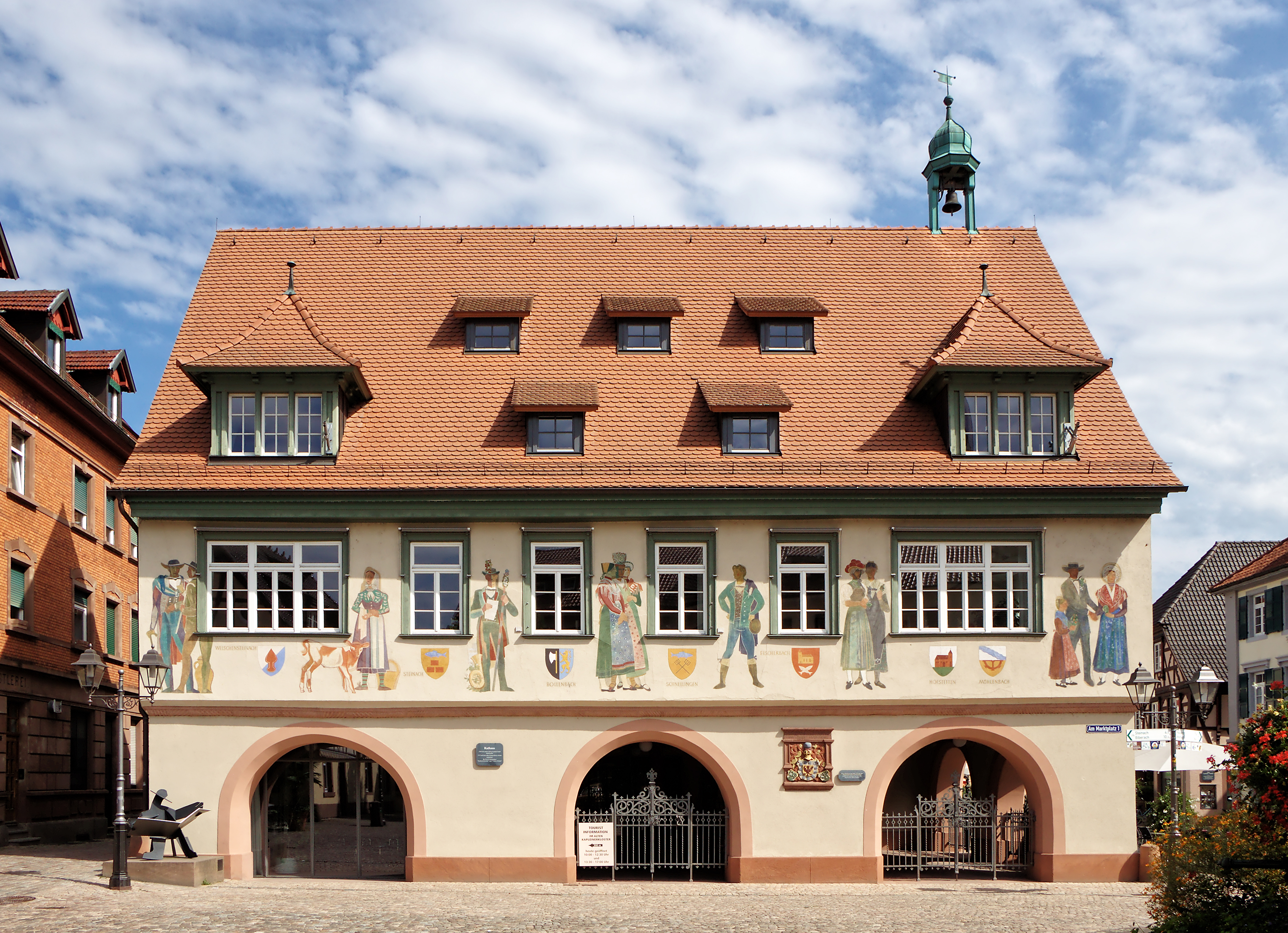
A polgármesteri hivatal.

Haslach egy nagyon régi város. A római időkből származó leletek (kerámiaszilánkok, oltárkő darabok, római sírdombormű) arra utalnak, hogy a Kinzig-völgyön át vezető katonai út megépítésekor (Kr. U. 74 körül) már létezett a település. Emellett a régészeti leletek arra is utalnak, hogy közúti állomás volt a mai város helyén. Haslachot a mai formájában a Zähringerek alapították a 11. században, hamar mezőváros lett és a helyi ezüstbányászat központjává vált. Ezen okok miatt óriási fellendülés volt a Fürstenbergerek uralma alatt (a település első említése 1240-ben történt) Haslach egy hegyi bíró székhelye is volt, aki 400 tárnát és aknát adminisztrált a Kinzig-völgyben. 1241-ben Haslach viszonylag magas, 40 ezüst márkát adózott a császári kincstárba ; 1278-ban városi rangra emelkedett Haslach.
1500-tól a város az egyik Sváb körzet része volt. Az ezüstbányászat hanyatlása után a 16. században Haslach mezővárosként fejlődött tovább.
Haslach a fürstenbergerek központjaként élte át a harmincéves háború borzalmait. 1632. szeptember 6-án a haslachi uradalmat megtámadták Württemberg csapatai, amikor elhaladtak a város mellett az Offenburg elleni hadjárat során. Hausach és Haslach városokat elfoglalták, de csak kis ideig volt ellenséges kézen, mivel tovább kellett indulniuk a Württembergi katonáknak. Az 1634 szeptemberi Nördlingeni csata után tért vissza Haslach a fürstenberg grófok uralma alá.
Haslach 1704-ben teljesen leégett a Spanyol örökösödési háború alatt. A város középkori alaprajz alapján viszonylag modern favázas épületek épültek a dél-német barokk stílusban. A Badeni Nagyhercegség 1803. évi létrehozása után Haslach lett az azonos nevű járási terület székhelye. Amikor ezt 1857-ben feloszlatták, a város a Wolfachi Járási Hivatal része lett.
A második világháború utolsó hónapjaiban a Natzweiler-Struthof koncentrációs tábor két munkatábora volt a városnál illetve egy régi vulkánnál pedig a Schirmeck-Vorbruck biztonsági tábor egyik munkatábora volt. A táborok felállításának oka az volt, hogy több fegyver termelő létesítményt át kellett helyezni a bombabiztosnak számító bányaalagutakba. A táborokban 19 ország mintegy 1700 foglya kényszerült munkára embertelen körülmények között. Foglyok százai nem élték túl a kemény munkát és a rossz bánásmódot. 1948. április 28-án ezeket az alagutakat berobbantották, amit a szeizmikus állomások is rögzítettek. 1998-ban avatták fel a „Vulkan-emlékművet” az áldozatok emlékére.
A közösség 1962. november 22. óta viseli az im Kinzigtal kiegészítő nevet. 1971. december 1-jén hozzácsatolták a korábban független bollenbachi községet. 1973-ban feloszlatták a Wolfach járást és Haslach az újonnan kialakított Ortenau járásba került át.

## Népesség
A település népessége az elmúlt években az alábbi módon változott:
| Lakosok száma | 5940 | 6934 | 7049 | 7114 | 7152 | 7202 | 7241 |
|               | 1975 | 2015 | 2017 | 2019 | 2021 | 2022 | 2023 |

## Politika

### Közigazgatási közösség
Haslach egy megállapodott közigazgatási közösség székhelye, amelyhez Fischerbach, Hofstetten, Mühlenbach és Steinach közösségek tartoznak. 

### Polgármester
A város vezetője a polgármester, akit nyolc évre választanak Haslach szavazásra jogosult lakosai. Miután a régi polgármester Heinz Winkler már nem volt alkalmas, hogy ötödszörre betöltse a polgármesteri tisztséget, 2017. március 19-én Philipp Saar-t választották meg a szavazáson a szavazatok 91,6% -ával. 2017. június 1-jén lépett hivatalba az új polgármester.

#### Korábbi polgármesterek
- 1945–1946: Julius Münzer
- 1946–1948: Josef Haberstroh
- 1948–1957: Fritz Kölmel
- 1957–1985: Josef Rau
- 1985–2017: Heinz Winkler

### Címer
A Kinzig völgyben található Haslach címerének leírása így szól: "Ezüst alapon három zöld színű hegy, melyen egy zöld mogyoróbokor található".

### Partnerkapcsolat
Haslach im Kinzigtal testvérvárosi kapcsolatot tart fent:
Franciaország, Île-de-France, Lagny-sur-Marne; 1969 óta

## Közlekedés

### Vasút
A településen halad keresztül a Schwarzwaldbahn vasútvonal.